# Frank Kidson
Frank Kidson, född 15 november 1855 i Leeds, död 7 november 1926, var en engelsk folkvisesamlare. 
Kidson var stiftare av "Folk Song Society", samlade och utgav gamla engelska, skotska och irländska folkvisor och danser: Old English country Dances (1889), Traditional Tunes (1890) och tillsammans med Alfred Edward Moffat The Minstrelsy of England, Songs of the Georgian Period, Children Songs of Long Ago, Eighty Singing Games for Children (1907). 